# Свириденко, Илья Русланович
Илья Русланович Свириденко (бел. Ілья Русланавіч Свірыдзенка; род. 9 октября 2002, Осиповичи, Могилёвская область) — белорусский футболист, защитник солигорского «Шахтёра».

## Карьера

### «Шахтёр» Солигорск

#### Начало карьеры
Воспитанник футбольной академии солигорского «Шахтёра». В 2019 году футболист стал выступать в дублирующем составе клуба. Впервые к основной команде клуба футболист привлёкся в июле 2021 года на матч Кубка Беларуси, однако на поле так и не вышел. В начале 2022 года футболист стал привлекаться к основной команде клуба. Новый сезон футболист начал 5 марта 2022 года с поражения за Суперкубок Беларуси борисовскому БАТЭ, однако на поле так и не вышел. Дебютировал за клуб футболист 10 апреля 2022 года в матче против «Ислочи», выйдя на замену на 81 минуте. В июле 2022 года футболист отправился выступать в петриковский «Шахтёр». Дебютировал за клуб футболист 3 июля 2022 года в матче против гомельского «Локомотива», выйдя на замену на 82 минуте. Дебютный гол за клуб футболист забил 24 июля 2022 года в матче против «Лиды». На протяжении сезона футболист выступал за петриковский клуб в роли одного из основных игроков, отличившись своим единственны забитым голом. По итогу сезона футболист вместе с клубом стал бронзовым призёром Первой лиги.

#### Сезон 2023
В ноябре 2022 года футболист вернулся в распоряжение солигорского «Шахтёра», вместе с которым принял участие в матче Кубка Беларуси против столичного «Минска», однако остался на скамейке запасных. В начале 2023 года футболист стал готовиться к новому сезону с основной командой солигорского клуба. Новый сезон футболист начал 25 февраля 2023 года с победы за Суперкубок Беларуси против «Гомеля», однако на поле так и не вышел. Первый матч в новом сезоне футболист сыграл 4 марта 2023 года в рамках четвертьфинальной встречи Кубка Беларуси, выйдя на поле в стартовом составе. Первый матч в чемпионате футболист сыграл 21 мая 2023 года против «Сморгони», выйдя на замену на 94 минуте. Первым результативным действием за клуб футболист отличился 3 сентября 2023 года в матче против «Энергетика-БГУ», отдав голевую передачу. На протяжении сезона футболист выступал за клуб в роли игрока замены, большую часть сезона проведя на скамейке запасных, отличившись своей единственно результативной передачей. По итогу сезона футболист вместе с клубом смог сохранить прописку в чемпионате.

#### Сезон 2024
Новый сезон футболист начал 6 марта 2024 года с четвертьфинального матча Кубка Беларуси против жодинского «Торпедо-БелАЗ», выйдя на замену в начале второго тайма. Первый матч в чемпионате футболист сыграл 17 марта 2024 года против «Витебска», выйдя на поле в стартовом составе.

## Международная карьера
В сентябре 2022 года футболист получил вызов в молодёжную сборную Беларуси. Дебютировал за сборную футболист 21 сентября 2022 года в товарищеском матче против молодёжной сборной России.

## Достижения
«Шахтёр» Солигорск
- Обладатель Суперкубка Беларуси: 2023